# Lezennes
Lezennes ist eine französische französische Gemeinde mit 2966 Einwohnern (Stand: 1. Januar 2022) im Département Nord in der Region Hauts-de-France. Sie gehört zum Arrondissement Lille und zum Kanton Lille-4. Die Einwohner nennen sich Lezennois.

## Geographie
Die Gemeinde Lezennes liegt elf Kilometer westlich der Grenze zu Belgien inmitten des Ballungsraums von Lille. Umgeben wird Lezennes von den Nachbargemeinden Lille im Nordwesten und Norden, Villeneuve-d’Ascq im Nordosten, Sainghin-en-Mélantois im Südosten, Lesquin im Süden sowie Ronchin im Südwesten.

## Bevölkerungsentwicklung
| Jahr                       | 1962 | 1968 | 1975 | 1982 | 1990 | 1999 | 2006 | 2013 | 2020 |
| Einwohner                  | 2507 | 2690 | 2589 | 2762 | 3317 | 3350 | 3122 | 3173 | 3038 |
| Quellen: Cassini und INSEE |      |      |      |      |      |      |      |      |      |

## Sehenswürdigkeiten
- Kirche Saint-Éloi aus dem 12. Jahrhundert, im 16. und 19. Jahrhundert umgebaut (Taufbecken als Monument historique geschützt)
- Altes Rathaus

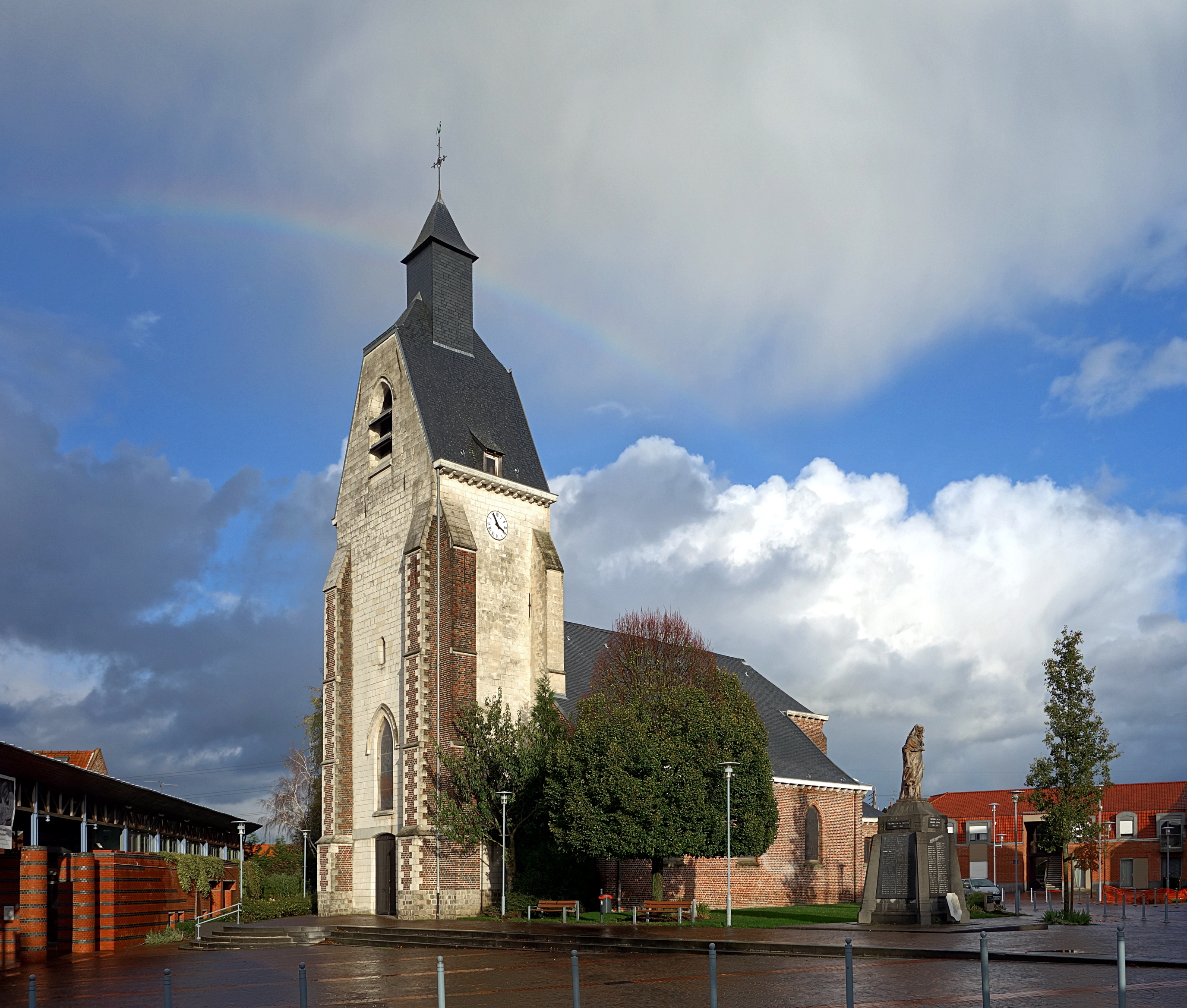
Kirche Saint-Éloi
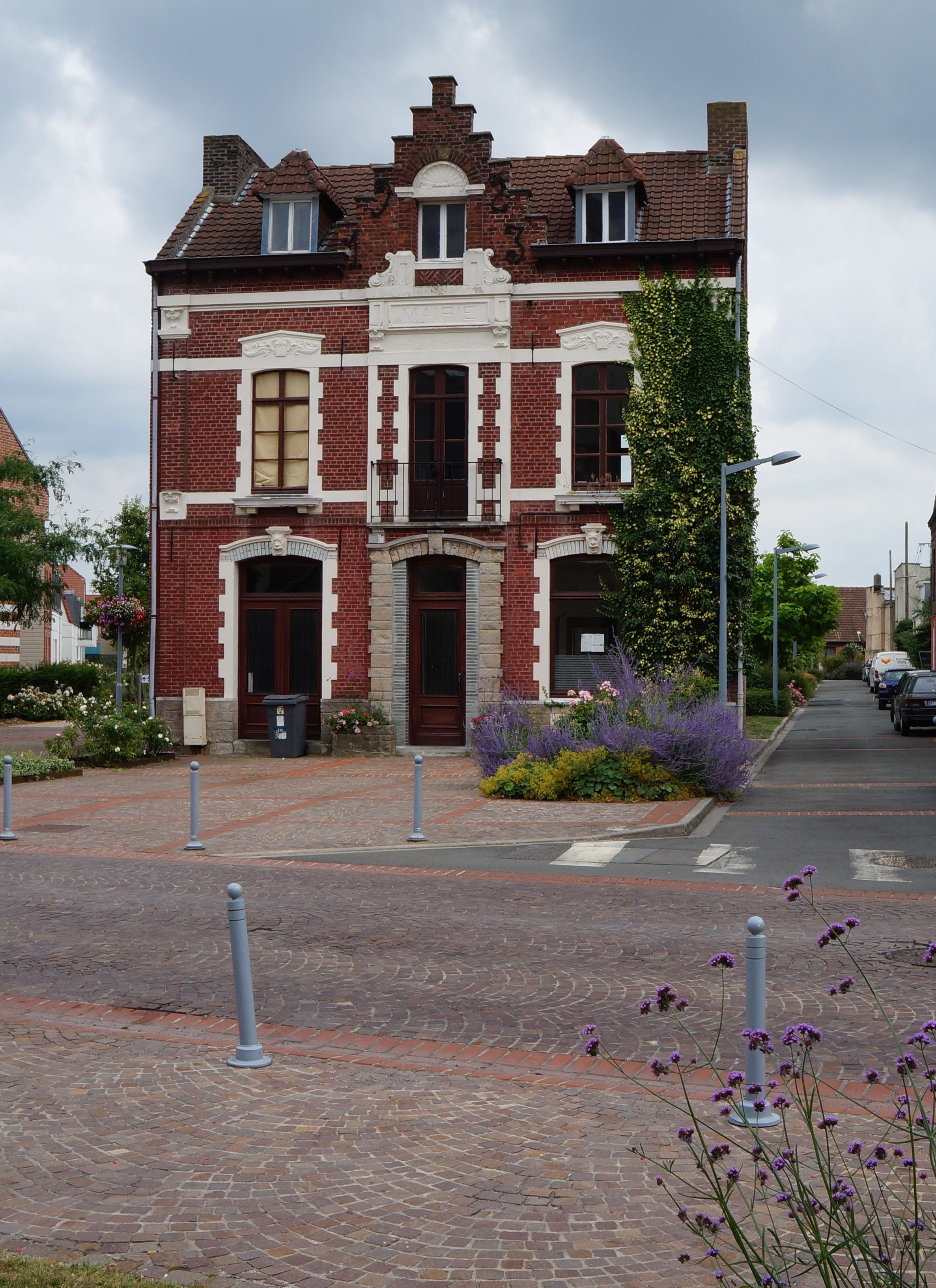
Ehemaliges Rathaus
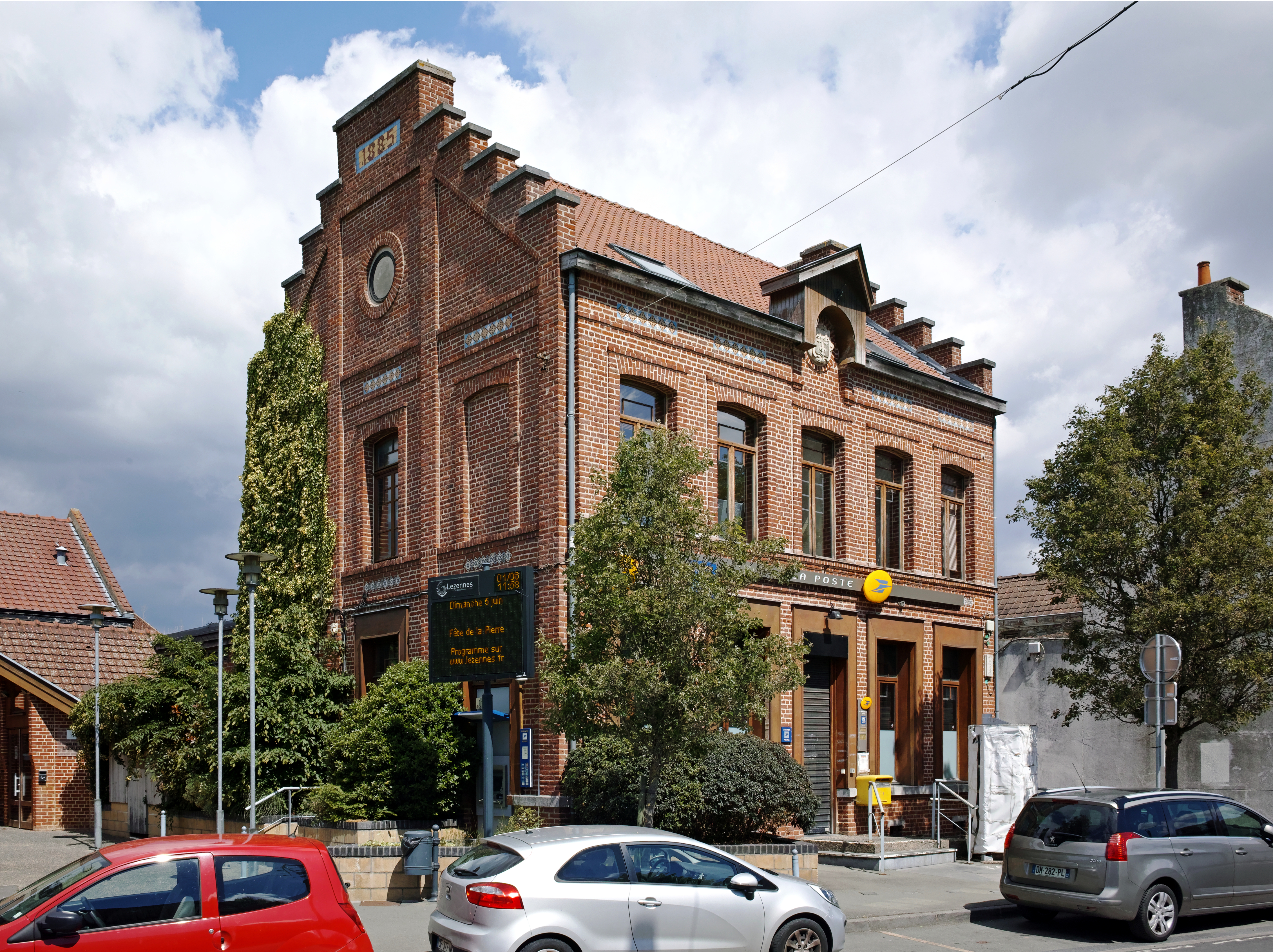
Postamt